# Base Aérea de Chitose
A Base Aérea de Chitose (千歳基地, Chitose Kichi) é uma base aérea japonesa localizada em Chitose, adjacente ao Novo Aeroporto de Chitose.
Foi o principal aeroporto civil de Hokkaido até a abertura do Novo Aeroporto de Chitose, em 1988. 

## Histórico
O primeiro voo em Chitose ocorreu em 1926. Em 1939, a Marinha Imperial Japonesa tomou conta do campo. 
Após a rendição do Japão, em 1945, que terminou a Segunda Guerra Mundial, as Forças armadas dos Estados Unidos assumiram a base. Durante a ocupação aliada, em 1951, recebeu seu primeiro voo civil, operado pela Japan Airlines. A pista foi devolvida ao governo japonês em 1959.
Até 1988, o Aeroporto de Chitose foi o principal aeroporto a servir a área metropolitana de Sapporo. Um novo terminal foi inaugurado em 1963 e facilidades de imigração foram construídas em 1969. Em 1981, Chitose recebeu os primeiros voos internacionais programados para Honolulu. Com a abertura do Novo Aeroporto de Chitose, todos passageiros civis foram movidos para lá.

## Unidades baseadas em Chitose
1. No.2 Esquadrão (F-15 Eagle)
2. No.8 Mobile Warning Corps
3. No.3 Anti-Aircraft Group (Patriot missiles)
4. Corpo Especial de Transporte Aéreo (Boeing 747 usado pelo governo japonês)